# Gregers Birgersson
Gregers Birgersson, herr Gregers, riddare, första gången omnämnd 1272, död 15 januari 1276 var en svensk godsägare i Ängsö, i Västmanland och Arnö, nuvarande Biskops-Arnö i Uppland. Han var son till Birger jarl och född utanför äktenskapet av en okänd kvinna. Han räknas som stamfar till den släkt som i historievetenskaplig litteratur kallas Bjälboättens oäkta gren (ibland Folkungaättens oäkta gren), som tidigare antogs vara identisk med ätten Läma.
Uppgiften att Birger jarl hade en son född utanför äktenskapet finns i en numer förlorad isländsk annal som den danske 1600-talshistorikern Otto Sperling citerade. Den bekräftas av en urkund 27 mars 1272, utfärdad av »G quondam ducis filius, där han bytte gods i Baldastad i Närke, mot Ängsö i Västmanland.
Gregers Birgersson var gift med en till namnet okänd kvinna som ägde gods i Södermanland.
Barn:
1. Knut Gregersson
2. Magnus Gregersson
3. Karl Gregersson (Bjälboättens oäkta gren) till Salsta, ägde Salsta i Tensta socken i Norunda härad, barnlös, begravd i Uppsala domkyrka
4. Dotter, gift med Filip Ingevaldsson (Örnsparre)
5. Dotter med okänt namn, möjligen var hon mor till drotsen Mats Kettilmundsson.

Gregers begravdes hos franciskanerna i Uppsala. I dagens Uppsala ligger resterna av klostret i kvarteret Torget vid Klostergatan/Östra Ågatan. Man har grävt ut klostret och funnit flera gravar.